# 馬拉奇夫卡
50°22′32″N 27°1′1″E / 50.37556°N 27.01694°E
馬拉奇夫卡（烏克蘭語：Марачівка）是位於烏克蘭西部赫梅利尼茨基州裏舍佩蒂夫卡區的村莊，面積2.35平方公里，海拔高度223米，2001年人口405，人口密度每平方公里172.3人。